# Via Nazionale (Rome)
La Via Nazionale (« rue Nationale ») est une rue de la ville de Rome, capitale de l'Italie.

## Situation
La rue, située dans le municipio I dans le centre de la ville, traverse le rione de Monti et celui de Castro Pretorio. Elle s'étire selon un axe sud-ouest/nord-est de Largo Magnanapoli, près de la place de Venise, jusqu'à la place de la République.

## Sites et monuments
- Entre Largo Magnanapoli et la rue Mazzarino, la rue Nationale longe le jardin de la villa Aldobrandini.
- Du même côté de la rue, s'élève au n°91 le palais Koch, siège de la Banque d'Italie.
- Le théâtre Eliseo est situé en face du palais Koch.
- Le Palais des expositions est situé au n°194, à l'angle avec la rue de Milan.
- Le palais Tenerani, situé au n°243, date de 1871-1873[1], et est occupé aujourd'hui par l'hôtel Matisse B&B[2].
- L'église Saint-Paul-dans-les-murs est un lieu de culte anglican édifié en 1880 à l'angle avec la rue de Naples.

## Galerie

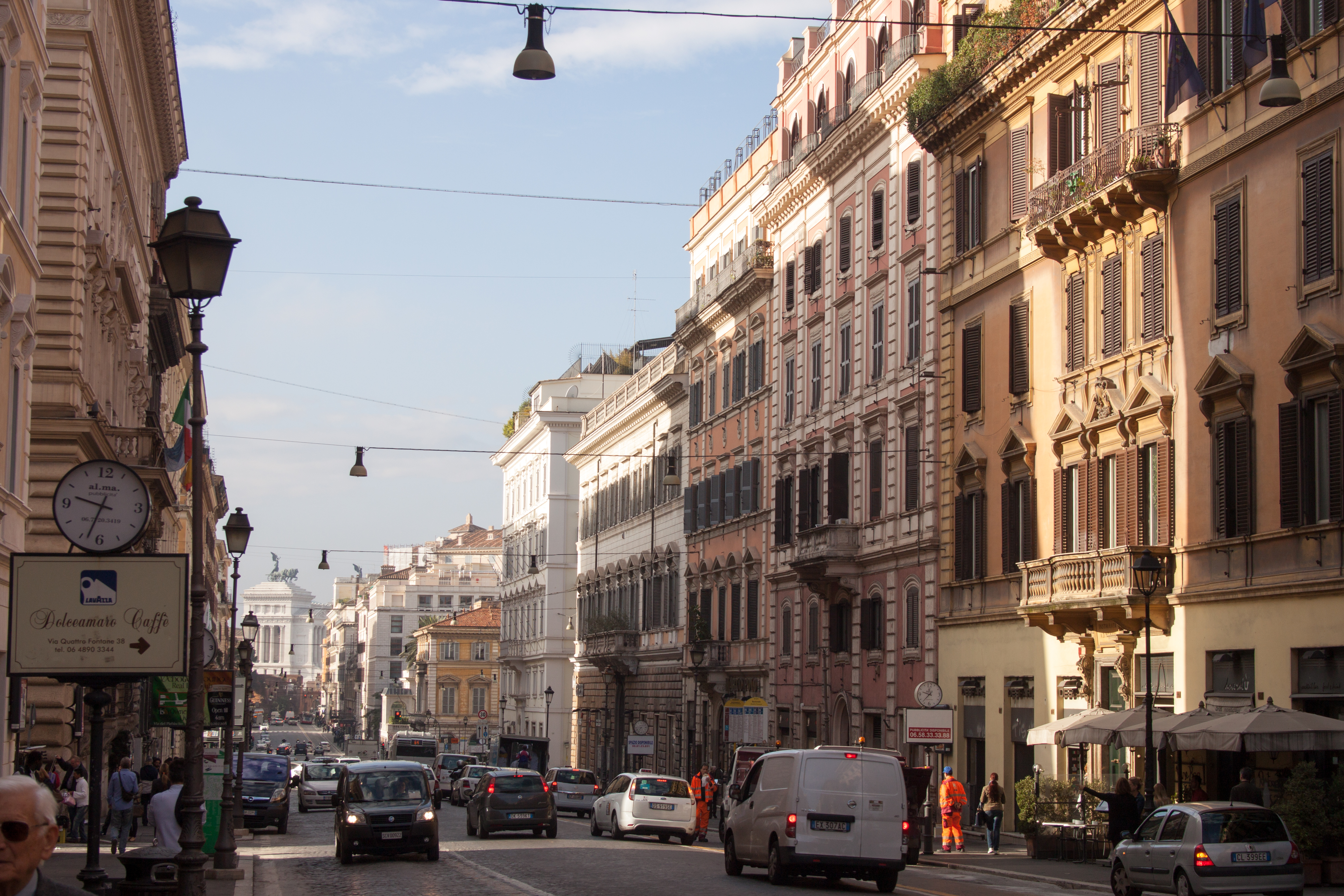
Une vue de la rue.
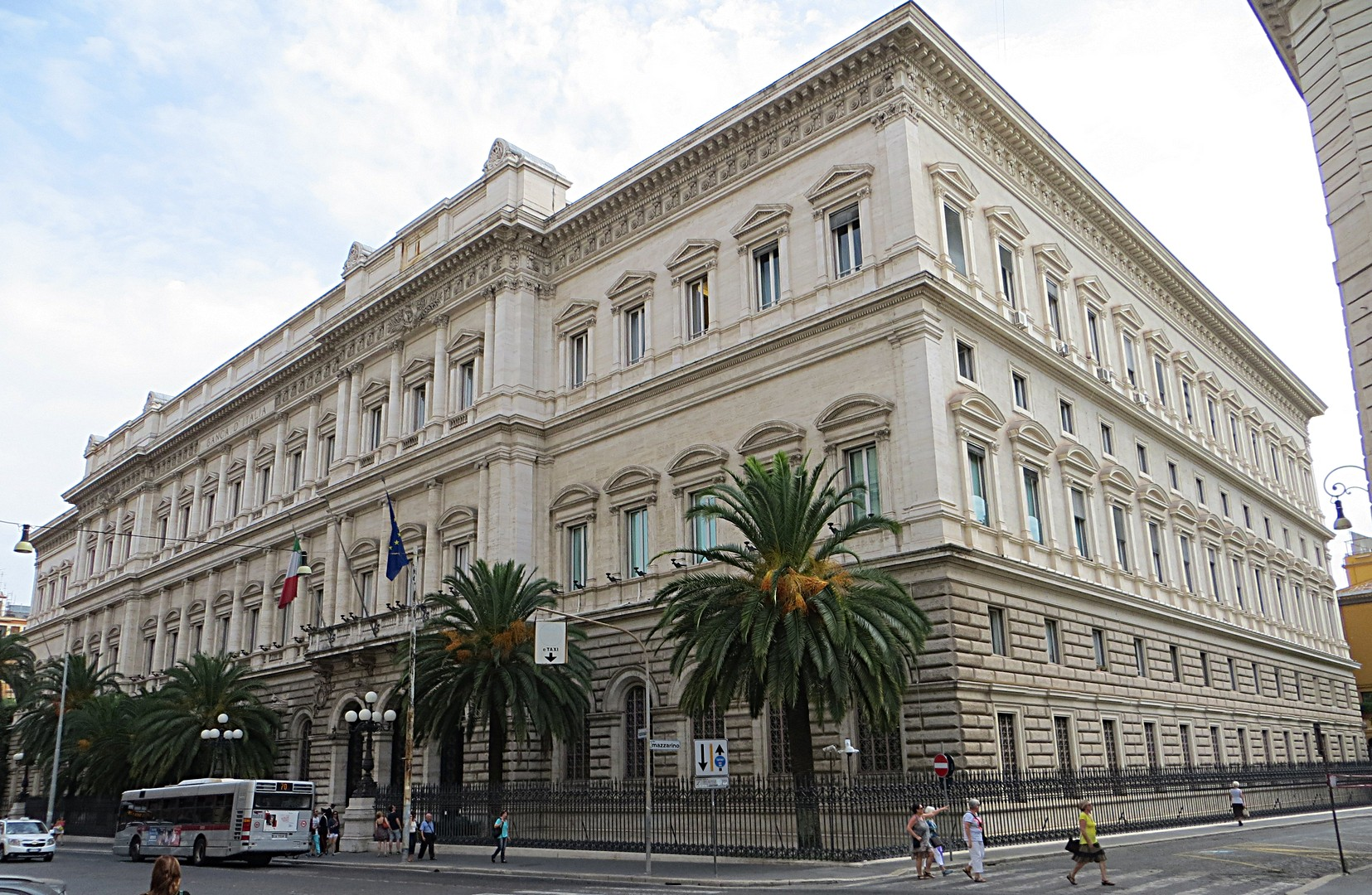
Le palais Koch, siège de la Banque d'Italie.
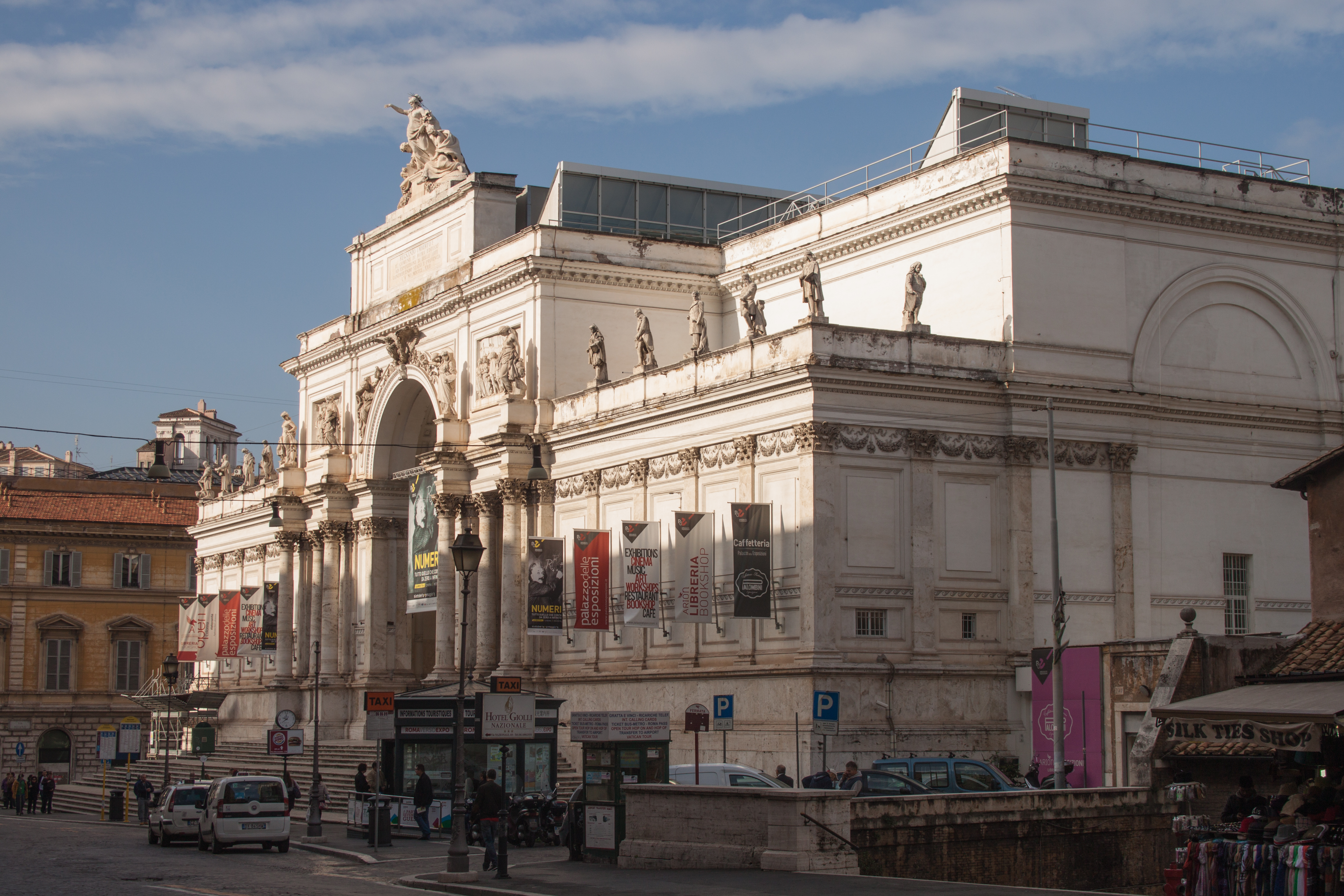
Le Palais des expositions.